# Таллы-Куль (Татарстан)
 Таллы-Куль  — поселок в Бавлинском районе Татарстана. Входит в состав Новозареченского сельского поселения.

## География
Находится в юго-восточной части Татарстана на расстоянии приблизительно 27 км по прямой на юг-юго-восток от районного центра города Бавлы.

## История
Основан в 1931 году. До 1993 года 1-е отделение совхоза «Бавлинский».

## Население
Постоянных жителей было: в 1989 году — 265, в 2002 − 242 (татары 90 %), 229 в 2010.